# Глен Клоус
Глен Клоус (енгл. Glenn Close; Гринвич, 19. март 1947) америчка је глумица. Осам пута је номинована за Оскара: четири пута за најбољу главну и четири пута за најбољу споредну глумицу. Држи рекорд као глумица са највише номинација без Оскара. Такође, добитница је три Еми и три Тони награде. Најпознатија је по улогама маркизе де Мертеј у драми Опасне везе, психопате Алекс Форест у трилеру Фатална привлачност, као и Круеле де Вил у комедији 101 Далматинац.

## Каријера

### Филм
Клоусова је прву представу одиграла 1974. а прву улогу на филму добила је 1982. Била је то драма Свет по Гарпу, снимљена према истоименој књизи. Следеће године играла је у комедији Велика језа редитеља Ларија Каздана, а 1984. у спортској драми Природно са Робертом Редфордом. За сва три филма била је номинована за Оскар за најбољу споредну глумицу, те је врло рано постала тражена и цењена у Холивуду. Две најпознатије улоге у каријери одиграла је 1987. и 1988. године. Прва је била улога Александре Форест, опсесивног и суровог убице у филму Фатална привлачност. Овај лик проглашен је за једног од десет највећих филмских негативаца двадесетог века. У филму Опасне везе тумачила је лик окрутне маркизе де Мертеј. За обе улоге била је номинована за Оскар за најбољу главну глумицу, али није освојила ниједног. За улогу у Фаталној привлачности била је у конкуренцији за Златни глобус, а за улогу у Опасним везама за Награду BAFTA. Иако је већ на самом почетку каријере имала пет номинација за Оскара и велики број понуда, почела је да бира мање и споредне улоге, те је њена филмска каријера почела стагнирати. Тек 1996. постала је светски позната по улози Круеле Девил у блокбастеру 101 далматинац. Године 2011. Клоусова је завршила филм Алберт Нобс на коме је радила десет година. Осим што глуми у филму, аутор је сценарија за филм те га је и режирала. У филму тумачи улогу жене која, да би преживала у свету мушкараца у деветнаестом веку, ради прерушена у батлера, господина Алберта Нобса. Клоусовој је овај филм донео позну славу, и многи су га наводили као круну њене каријере. За маестрално извођење господина Нобса, Глен је била у конкуренцији за Награду Удружења глумаца, Награду Удружења критичара, Златни глобус и Оскар за најбољу главну глумицу 2011. године.

### Телевизија
На телевизији је дебитовала 1975. у мањој улози у серији Правила игре. Године 1984. играла је главну улогу у драми Something about Amelia за коју је била номинована за Златни глобус за најбољу глумицу у мини–серији као и за прву награду Еми. Седам година касније прихватила је улогу Саре у ТВ–серији Sarah, Plain and Tall, а 1993. главну улогу у ТВ–филму Skylark. За обе улоге је била номинована за награду Еми, али награду је добила две године касније, за улогу у серији Serving in Silence: The Margarethe Cammermeyer Story. Исте године позајмила је глас Мони Симпсон у анимираној серији Симпсонови. Играла је и у драми In the Gloaming, емитованој 1997, за коју је поново била номинована за Еми. Улоге у серијама и ТВ–филмовима деведесетих одржавале су популарност коју је стекла са улогама у филмовима из 80-их. Године 2002. глумила у неколико епизода серије Вил и Грејс и била је у конкуренцији за награду Еми за најбољу гостујућу глумицу. Следеће године је после скоро двадесет година награђена Емијем за изведбу Елеоноре Аквитанске у историјској драми The Lion in Winter. Најуспешнија и најнаграђиванија серија у којој је глумила била је Опасна игра из 2007. За улогу у тој серији награђена је Златним глобусом и Наградом Удружења глумаца за најбољу главну глумицу у серији, као и са два Емија – 2008. и 2009.

## Филмографија
| Улоге Глен Клоус |                                              |               |                            |           |
| Година           | Српски назив                                 | Изворни назив | Улога                      | Напомена  |
| 1981.            | Свет по Гарпу                                |               | Џени Филдс                 |           |
| 1982.            | Велика језа                                  |               | Сара Купер                 |           |
| 1983.            | Природни                                     |               | Ајрис Гејнс                |           |
| 1987.            | Фатална привлачност                          |               | Алекс Форест               |           |
| 1988.            | Опасне везе                                  |               | маркиза де Мертеј          |           |
| 1993.            | Кућа чудних душа                             |               | Ферула                     |           |
| 1996.            | 101 далматинац                               |               | Круела Девил               |           |
| 1997.            | Председнички авион                           |               | Потпредседник Катрин Бенет |           |
| 2000.            | 102 Далматинца                               |               | Круела Девил               |           |
| 2002.            | Прљава значка                                |               | капетан                    | ТВ серија |
| 2003.            | Зима једног лава                             |               | Елеонора од Аквитаније     |           |
| 2005.            | Ко је сместио Црвенкапи?                     |               | Абигејл „Бака” Пакет       |           |
| 2007.            | Опасна игра                                  |               | Пети Хјуз                  | ТВ серија |
| 2007.            | Предвечерје                                  |               | гђа. Витенборн             |           |
| 2011.            | Шта се десило с Понедељком или Седам сестара |               | Др Николет Кејмен          |           |
| 2011.            | Алберт Нобс                                  |               | Алберт Нобс                |           |
| 2014.            | Чувари галаксије                             |               | Ајрани Рејел               |           |
| 2017.            | Супруга                                      |               | Џоан Каслман               |           |
| 2020.            | Горштачка елегија                            |               | Бони „Мама” Венс           |           |
| 2023.            | Срце од камена                               |               | Ненси Морисон              |           |
| 2025.            | Нож у леђа 3                                 |               | Марта Делакроа             |           |
| 2026.            | Игре глади: Освит дана жетве                 |               | Друзила Сикл               |           |